# Wapen van Wijlre

Wapen van Wijlre

Het wapen van de voormalige gemeente Wijlre bestaat uit een zwarte dubbelkoppige adelaar met daarop een hartschild met het familiewapen van het geslacht Van Wachtendonck, geplaatst op een gouden veld. de beschrijving in het register van de Hoge Raad van Adel  luidt:
"In goud een dubbele adelaar van sabel, met bek, tong en pooten van keel, overtopt door een vijfbladerige kroon van goud, en een hartschild van goud, beladen met eene lelie van keel."
De beschrijving van het wapen op het wapendiploma luidt:
"In goud een dubbele adelaar van sabel, met bek, tong en pooten van keel, overtopt door een vijfbladerige kroon van goud, en een hartschild van goud, beladen met eene lelie van keel (Van Wachtendonk); het wapen omgeven met het randschrift "Gemeentebestuur van Wijlre".

## Geschiedenis
Heerlijkheid Wijlre was tot 1794 een vrije rijksheerlijkheid. Inwoners van rijksgebieden stonden niet onder gezag van een landsheer maar vielen rechtstreeks onder de keizer, waardoor Wijlre enkel de wetten van het Rijk moest naleven en belastingen aan de keizer betalen. Zij hadden daarom het recht de Duitse rijksadelaar te voeren. De rode fleur-de-lis is het wapen van het geslacht Van Wachtendonk, die lang heren van Wijlre waren.
Van de schepenbank van Wijlre is bekend een zegel met een afbeelding met de heilige Gertrudis, uit de 16e eeuw. Eind 17e - begin 18e eeuw werd dat zegel vervangen door een afbeelding van de rijksadelaar met het wapen van Wachtendonck. Tijdens de wapenaanvraag in 1896 was het de wens van de gemeente om een gedeeld wapen te gaan voeren. Rechts de rode fleur-de-lis op een gouden veld, links de rijksadelaar. De Hoge Raad van Adel had bezwaar tegen deze verdeling. De lelie stond via dit voorstel op een belangrijker plaats dat de adelaar, hetgeen als historisch onverantwoord werd gezien. De Hoge Raad kwam met een voorstel om de lelie als hartschild op de adelaar te plaatsen. De gemeente ging hiermee akkoord. Het wapen werd op 7 december 1896 verleend aan de gemeente Wijlre. In 1982 werd de gemeente opgeheven en verdeeld over de nieuwe gemeenten Margraten en Gulpen. Het dorp zelf werd bij laatstgenoemde gemeente gevoegd. Het wapen van Wijlre werd nadien opgenomen in de wapens van Gulpen en Gulpen-Wittem.

## Verwante wapens

Wapen van Gulpen-Wittem

Ambt Montfort
· Amby
· Amstenrade
· Arcen en Velden
· Baexem
· Beegden
· Beek
· Belfeld
· Bemelen
· Berg en Terblijt
· Bingelrade
· Bocholtz
· Borgharen
· Born
· Broekhuizen
· Broeksittard 
· Buggenum
· Bunde
· Cadier en Keer
· Echt 
· Eijsden
· Elsloo
· Eygelshoven
· Geleen
· Gennep
· Geulle
· Grathem
· Grevenbicht
· Gronsveld
· Grubbenvorst
· Gulpen 
· Haelen
· Heel
· Heel en Panheel
· Heer
· Helden
· Herten
· Heythuysen
· Hoensbroek
· Horn
· Horst
· Houthem
· Hulsberg
· Hunsel
· Itteren
· Jabeek
· Kessel
· Klimmen
· Limbricht
· Linne
· Maasbracht
· Maasbree
· Maasniel
· Margraten
· Meerlo
· Meerlo-Wanssum
· Meerssen
· Meijel
· Melick en Herkenbosch
· Merkelbeek
· Mheer
· Montfort
· Munstergeleen
· Neer
· Neeritter
· Nieuwenhagen
· Nieuwstadt
· Noorbeek
· Nuth
· Onderbanken
· Obbicht en Papenhoven
· Ohé en Laak
· Oirsbeek
· Ottersum
· Oud-Valkenburg
· Oud-Vroenhoven
· Posterholt
· Roggel
· Roggel en Neer
· Roosteren
· Schaesberg
· Schimmert
· Schinnen
· Schinveld
· Sevenum
· Simpelveld
· Sint Geertruid
· Sint Odiliënberg
· Sint Pieter
· Sittard
· Slenaken
· Spaubeek
· Stramproy
· Stevensweert
· Susteren
· Swalmen
· Tegelen
· Thorn
· Ubach over Worms
· Ulestraten
· Urmond
· Valkenburg
· Vlodrop
· Wanssum
· Wessem
· Wijlre
· Wijnandsrade
· Wittem